# Трёндеры
Трёндеры (англ. Trønder type) — антропологический тип европеоидной расы, характерный для Исландии (до 60 % населения ) и Норвегии (до 45 % норвежцев, преимущественно на западе страны). Происходит преимущественно от типа культуры шнуровой керамики. Подразделяется на три подтипа: хардангерский и оркдальский типы характеризуются преобладанием черт типа кордид, в то время как третий тип валле, распространённый в горах юго-западной Норвегии, имеет сильную примесь фальской расы. Распространение трёндеров (за пределами Норвегии) часто связывается с походами и переселениями викингов.
Трёндеры — самые высокие из скандинавов, стройные, мускулистые по природе люди с высоким лбом, синими или голубыми глазами, вьющимися волосами цвета от шатена до золотистого блондина.
Название предложено норвежским антропологом Х. Брюном и происходит от названия норвежского региона Трёнделаг.